# 伊塔爾足球俱樂部
伊塔爾足球俱樂部是保加利亞的一家足球俱樂部，主場位於大特爾諾沃，現今參與保加利亞足球甲級聯賽。
伊塔爾足球俱樂部是伊塔爾1924足球俱樂部的正式繼承者，伊塔爾1924在2012–13賽季後因財務原因解散。目前的球隊是在前者解散後成立，並迅速從業餘聯賽崛起，最終在2016–17賽季結束時升入保加利亞甲級聯賽。2020–21賽季結束時降級至乙級聯賽，後於2022–23賽季獲得乙級聯賽第二名後重返甲級。
自2013年以來，俱樂部的主場一直是伊瓦伊洛體育場。

## 外部連結
- Official Website （页面存档备份，存于）
- Website of the Etar supporters（页面存档备份，存于）
- News about the team and sport in Veliko Tarnovo region（页面存档备份，存于）